# Eduardo Kneese de Mello

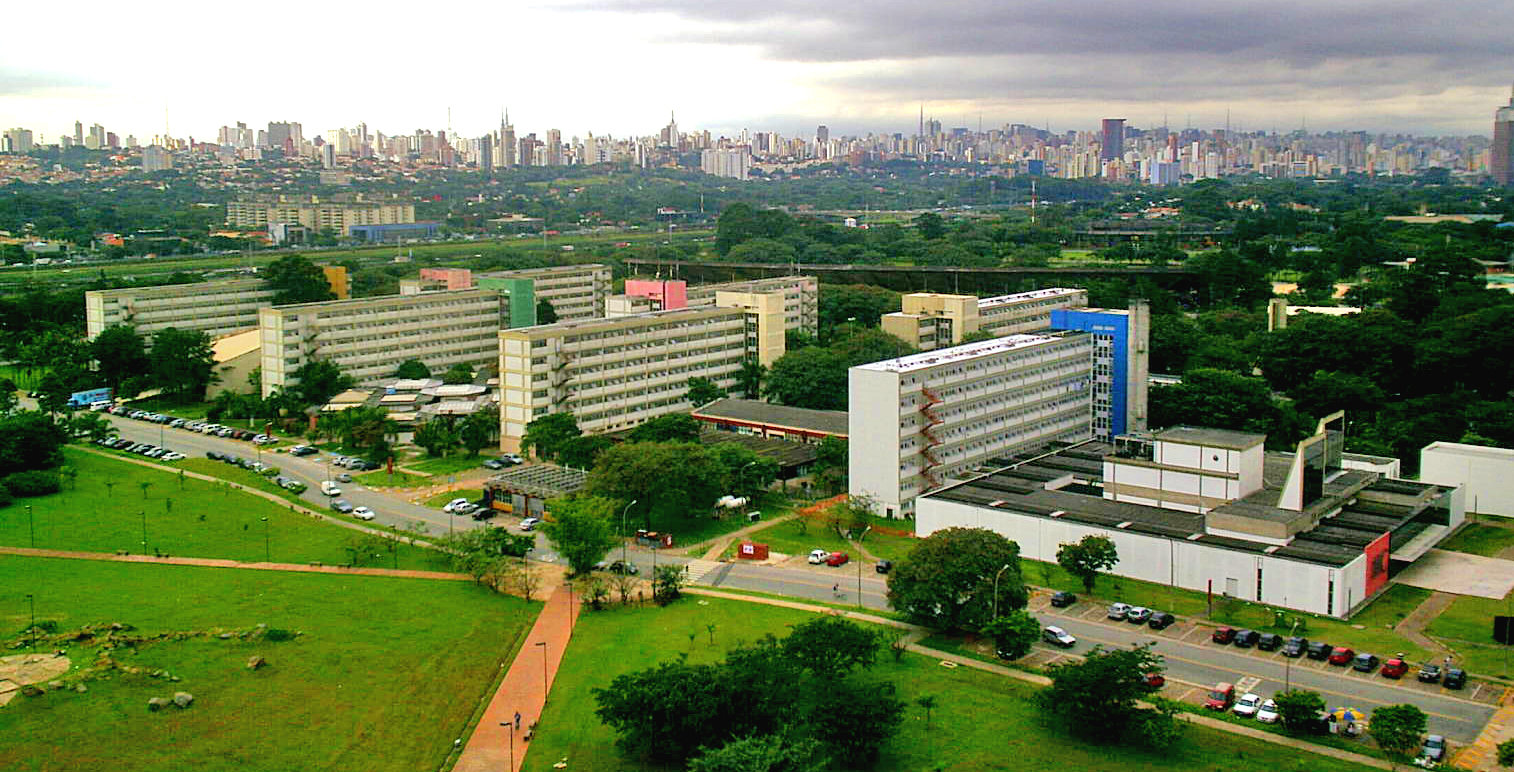
Die für die Panamerikanischen Spiele 1963 errichteten Unterkünfte (heute Studierendenwohnheim CRUSP) sind ein Werk Kneeses.

Eduardo Augusto Kneese de Mello (* 5. April 1906 in São Paulo; † 28. März 1994 ebenda) war ein brasilianischer Architekt.
Mello war der Sohn von Horácio de Mello und Clotilde Kneese de Mello. Seine Architektenausbildung erhielt er am Mackenzie College, heute die Faculdade de Arquitetura e Urbanismo da Universidade Presbiteriana Mackenzie, bei Cristiano Stockler das Neves.
Kneese lehrte an der Architektur- und Urbanismusfakultät der Universidade de São Paulo und war Direktor des Instituts für Brasilianische Studien derselben Universität (IEB–USP). 1943 gründete er die paulistische Sektion des Instituto de Arquitetos do Brasil mit und war mehrmals dessen Präsident. In den 1950er Jahren wurde er von Oscar Niemeyer zur Mitwirkung bei der Planung des Parque do Ibirapuera und Brasilias hinzugezogen.
Er starb 87-jährig in São Paulo.